# François Jaubert de Passa
Pour les articles homonymes, voir Jaubert.
Ne doit pas être confondu avec François Jaubert.
François Jaubert de Passa, né le 24 avril 1785 à Céret (Pyrénées-Orientales) et mort à Perpignan  le 16 septembre 1856,, est un agronome, historien, humaniste et homme politique français. Jaubert de Passa a œuvré pour l'eau de manière exceptionnelle.

## Biographie
François Pierre Jacques Fidèle Jaubert de Passa naquit à Céret le 24 avril 1785 à l'aube de la Révolution. Issu de l'aristocratie roussillonnaise, il était fils de Pierre Jaubert, avocat à Céret, seigneur de Passa, et Catherine Vilar, native de Céret. C'est au village de Passa, au cœur de la région des Aspres, qu’il passa son enfance[réf. souhaitée]. Ayant atteint la majorité, il entra au collège militaire de Tournon, puis au Prytanée national militaire.
Le jeune homme était doté d’une palette de talents variés, qui nourrit une ambition toute naturelle[réf. souhaitée]… Intégré au rang de sous-lieutenant dans le 12e régiment de dragons, le voilà rappelé par son père[réf. souhaitée], alarmé par les dangers visant le corps social de l’armée, lors de cette période, encore instable, consécutive à Révolution française. On le devinait[réf. souhaitée] apte à comprendre le monde à travers les disciplines qu’il maîtrisait, parfois opposées, mais toujours complémentaires. Très vite, on le retrouva inscrit sur le tableau des avocats tandis que l'Académie de Dessin lui remit la médaille d'artiste,. Avec une carrière déjà fort prometteuse, il n’avait pas encore 21 ans lorsqu’il accéda à la fonction d’Auditeur du Conseil d'État, en 1806.
Il rentra dans les Pyrénées-Orientales pour assister son père malade. Jaubert de Passa accomplit diverses fonctions au nom de l'État ; il fut nommé sous-préfet à Perpignan en 1813, puis conseiller de préfecture en 1815. C’est à partir de cette période que commença sa carrière scientifique[réf. souhaitée]. Il se pencha sur la structuration d’un meilleur système d’arrosage[réf. souhaitée] et organisa le Syndicat de la Têt dès 1818-1819. Il en rédigea le règlement, et, plus tard investi d’une mission scientifique, publia deux ouvrages consacrés aux arrosages dans les Pyrénées-Orientales et en Espagne (essentiellement dans les Pays catalans du Sud) qui firent autorité en Europe, notamment en Allemagne. Ses observations au-delà des Pyrénées ont alors pour but d’améliorer l’arrosage en France[réf. souhaitée]. Membre de la Société royale et centrale d'agriculture, de la Société royale des Antiquaires et des sociétés savantes de Toulouse et Valence, puis membre de l’Institut de France, il agit toujours de manière dévouée[réf. souhaitée], avec la particularité de faire profiter sa région d’origine de bon nombre de découvertes techniques et de solutions économiques ébauchées lors de son parcours national.
Il fut élu à partir de 1836 au Conseil général des Pyrénées-Orientales, qu’il préside de 1848 à 1853, et dont il reste élu jusqu’à sa mort en 1856[réf. souhaitée]. D'abord élu en 1836 par les monarchistes sur le canton de Thuir, il démissionna en 1846 et se fit réélire simultanément dans cette même circonscription ainsi que dans le canton de Vinça en 1848, par les démocrates-libéraux[réf. souhaitée]. Il choisit alors le canton de Vinça pour poursuivre son action au Conseil général.
François Jaubert de Passa, que l’on présente aujourd’hui comme hydrologue, étudiait, à travers les sciences économiques et sociales, bon nombre d’aspect de la vie locale, dont certains restent d’actualité[réf. souhaitée]. En témoignent ses ouvrages Mémoire sur la culture du chêne-liège, Mémoire sur la culture de l'olivier, Essai historique sur les Gitans, autant de domaines, auxquels s’ajoutent ceux de l’histoire, la linguistique, l'archéologie, la littérature et la géologie, qui ont passionné cet homme rare[réf. souhaitée].
Dans ses dernières années, il accompagna[réf. souhaitée] l’arrivée du chemin de fer à Perpignan. Homme d’honneur, il déclina en 1828 une invitation à devenir directeur général d’Odessa, en Crimée, ainsi qu'une chaire de professeur d’agriculture au jardin des plantes de Paris, et un poste d’inspecteur d’agriculture en Afrique.
François Jaubert de Passa mourut à Perpignan le 16 septembre 1856 au n°4 de la rue Sainte-Dominique.

## Mandats
François Jaubert de Passa a exercé divers mandats :
- 1836-1846 : Conseiller général du canton de Thuir
- 1848-1856 : Conseiller général du canton de Vinça
- 5 octobre 1848 - 25 janvier 1853 : Président du Conseil général des Pyrénées-Orientales